# بلدة ويلكوكس (ميشيغان)
ويلكوكس (بالإنجليزية: Wilcox Township, Michigan)‏ هي بلدة تقع بولاية ميشيغان في الولايات المتحدة. تبلغ مساحتها 88 (كم²)، وترتفع عن سطح البحر 268 م، بلغ عدد سكانها 1145 نسمة في عام تعداد الولايات المتحدة 2000 حسب إحصاء مكتب تعداد الولايات المتحدة وتصل الكثافة السكانية فيها 13 نسمة/كم2.

## وصلات خارجية
- http://www.prointell.com/wilcox/
- The US50 - Cities and Towns in Michigan State
- Michigan Cities and Towns, Facts, Map, Flag, Colleges, Government, and More